# Тур де Франс 2011
Тур де Франс 2011 — 98-я супервеломногодневка по дорогам Франции. Тур проходил со 2 по 24 июля.
Маршрут гонки был представлен 19 октября 2010, и включал по одной индивидуальной и командной разделке, Пиренеи на второй неделе и Альпы на третьей. За 21 этапа гонщики преодолели 3430,5 километра, разбавленных двумя днями отдыха. В разделке предпоследнего этапа Кэдел Эванс снял жёлтую майку с плеч Анди Шлека, третий раз подряд остановившегося в шаге от победы. Впервые победу праздновал представитель Австралии, и впервые на главный подиум поднялись родные братья (Франк Шлек стал третьим). Благодаря удерживавшему лидерство дольше всех Томасу Фёклеру хозяева гонки впервые за десятилетие могли рассчитывать на победу, что привело к скачку интереса к Туру в самой Франции. Партнёр эльзасца Пьер Роллан выиграл этап с финишем в Альп-д’Юэз и белую майку лучшего молодого гонщика. Самуэль Санчес выиграл финиш в другую гору высшей категории, Люз Ардиден, и опередил всех в горном зачёте. Марк Кавендиш третий год подряд преодолел планку в 5 этапных побед и наконец выиграл спринтерский зачёт.
На горных этапах очень многие участники не укладывались в лимит время, в том числе трио лидеров спринтерского зачёта. Во время массовых финишей за пределами лимита организаторы «прощали» участников, штрафуя на спринтерские очки. В то же время, например, единственный не уложившийся в лимит на 12-м этапе, Денис Галимзянов, был дисквалифицирован. В гонке стартовало лишь двое норвежцев, Тур Хусховд и Эдвальд Боассон Хаген, однако им удалось выиграть 4 этапа, причём Хусховд ещё до своих побед неделю ехал в жёлтой майке. Первые этапы ознаменовались множеством падений, из-за которых сошли многие претенденты на итоговую победу. Один из именитых гонщиков, Александр Винокуров, даже был вынужден объявить о завершении карьеры после перелома бедра (позже он забрал свои слова обратно, чтобы «Астана» не лишилась лицензии Протура без его очков). Одним из падавших и терявших время за завалами стал лучший многодневщик современности Альберто Контадор, впервые за 6 лет не сумевший выиграть Гранд Тур, в котором он стартовал. После гонки, из-за употребления допинга, результат Контадора, занявшего 5-е место в генеральной классификации, был аннулирован.

## Участники
В гонке стартовало 198 спортсменов, представляющих 22 команды: все 18 команд UCI ProTour плюс 4 континентальных команды
- Ag2r–La Mondiale
- Team Europcar†
- Team Katusha
- Movistar Team
- Team RadioShack
- Team HTC-High Road
- Pro Team Astana
- Euskaltel-Euskadi
- Lampre-ISD
- Omega Pharma-Lotto
- Saur-Sojasun†
- Vacansoleil-DCM
- BMC Racing Team
- FDJ†
- Leopard Trek
- Quick Step
- Saxo Bank-Sungard
- Cofidis, le Crédit en Ligne†
- Garmin-Cervélo
- Liquigas-Cannondale
- Rabobank
- Sky Procycling

†: Приглашенные континентальные команды

### Представительство по странам
| №     | Страна         | Гонщики |
| ----- | -------------- | ------- |
| 01    | Франция        | 45      |
| 02    | Испания        | 26      |
| 03    | Бельгия        | 15      |
| 03    | Италия         | 15      |
| 05    | Германия       | 12      |
| 05    | Нидерланды     | 12      |
| 07    | США            | 10      |
| 08    | Россия         | 9       |
| 09    | Австралия      | 6       |
| 10    | Великобритания | 5       |
| 10    | Дания          | 5       |
| 10    | Казахстан      | 5       |
| 13    | Словения       | 4       |
| 13    | Швейцария      | 4       |
| 15    | Польша         | 3       |
| 15    | Украина        | 3       |
| 17    | Колумбия       | 2       |
| 17    | Литва          | 2       |
| 17    | Люксембург     | 2       |
| 17    | Норвегия       | 2       |
| 17    | Португалия     | 2       |
| 22    | Австрия        | 1       |
| 22    | Бельгия        | 1       |
| 22    | Ирландия       | 1       |
| 22    | Канада         | 1       |
| 22    | Коста-Рика     | 1       |
| 22    | Новая Зеландия | 1       |
| 22    | Словения       | 1       |
| 22    | Чехия          | 1       |
| 22    | Эстония        | 1       |
| Всего | Всего          | 198     |

## Маршрут
| Этап | Дата    | Маршрут                                               | Дистанция (км) | Тип этапа   | Тип этапа               | Победитель                  |
| ---- | ------- | ----------------------------------------------------- | -------------- | ----------- | ----------------------- | --------------------------- |
| 1    | 2 июля  | Пассаж де Го ля Бар де Монт — Монт дес Алюэт лес Абье | 191,5          |             | Равнинный               | Филипп Жильбер (BEL)        |
| 2    | 3 июля  | Лез-Эссар                                             | 23             |             | Командная разделка      | Garmin-Cervélo (USA)        |
| 3    | 4 июля  | Олонн-сюр-Мер — Редон                                 | 198            |             | Равнинный               | Тайлер Фаррар (USA)         |
| 4    | 5 июля  | Лорьян — Мюр-де-Бретань                               | 172,5          |             | Равнинный               | Кэдел Эванс (AUS)           |
| 5    | 6 июля  | Каре-Плугер — Мыс Фреэль                              | 164,5          |             | Равнинный               | Марк Кавендиш (GBR)         |
| 6    | 7 июля  | Динан — Лизьё                                         | 226,5          |             | Равнинный               | Эдвальд Боассон Хаген (NOR) |
| 7    | 8 июля  | Ле-Ман — Шатору                                       | 218            |             | Равнинный               | Марк Кавендиш (GBR)         |
| 8    | 9 июля  | Эгюранд — Супер-Бесс Санси                            | 189            |             | Среднегорный            | Руй Кошта (POR)             |
| 9    | 10 июля | Иссуар — Сен-Флур                                     | 208            |             | Среднегорный            | Луис Леон Санчес (ESP)      |
|      | 11 июля | Лиоран Канталь                                        | День отдыха    | День отдыха | День отдыха             | День отдыха                 |
| 10   | 12 июля | Орийак — Кармо                                        | 158            |             | Равнинный               | Андре Грайпель (GER)        |
| 11   | 13 июля | Бле-ле-Мин — Лавор                                    | 167,5          |             | Равнинный               | Марк Кавендиш (GBR)         |
| 12   | 14 июля | Люз Ардиден — Кюньо                                   | 211            |             | Горный                  | Самуэль Санчес (ESP)        |
| 13   | 15 июля | По — Лурд                                             | 152,5          |             | Горный                  | Тур Хусховд (NOR)           |
| 14   | 16 июля | Сен-Годан — Плато де Бэйль                            | 168,5          |             | Горный                  | Йелле Ванендерт (BEL)       |
| 15   | 17 июля | Лиму — Монпелье                                       | 192,5          |             | Равнинный               | Марк Кавендиш (GBR)         |
|      | 18 июля | Дром                                                  | День отдыха    | День отдыха | День отдыха             | День отдыха                 |
| 16   | 19 июля | Сен-Поль-Труа-Шато — Гап                              | 162,5          |             | Среднегорный            | Тур Хусховд (NOR)           |
| 17   | 20 июля | Гап — Пинероло                                        | 179            |             | Горный                  | Эдвальд Боассон Хаген (NOR) |
| 18   | 21 июля | Пинероло — Галибье Серр-Шевалье                       | 200,5          |             | Горный                  | Анди Шлек (LUX)             |
| 19   | 22 июля | Модан — Альп-д'Юэз                                    | 109,5          |             | Горный                  | Пьер Роллан (FRA)           |
| 20   | 23 июля | Гренобль                                              | 42,5           |             | Индивидуальная разделка | Тони Мартин (DEU)           |
| 21   | 24 июля | Кретей — Париж, Елисейские Поля                       | 95             |             | Равнинный               | Марк Кавендиш (GBR)         |

## Обзор гонки

### 1-й этап
Первый этап был ознаменован множественными завалами и падениями. На последних десяти километрах произошло 2 серьёзных завала, в результате, которых образовалась лидирующая группа. Перед финишем попытки попытки атаковать предпринимали Денис Галимзянов из Катюши, Александр Винокуров («Астана») и Фабиан Канчеллара (Leopard Trek), но все они не увенчались успехом. А Филиппа Жильбера настичь никто не сумел. Вторым финишировал Кэдел Эванс (BMC), третьим — Тур Хусховд (Garmin-Cervelo).
Главный фаворит «Тур де Франс» Альберто Контадор (Saxo Bank) оказался в группе догоняющих и уступил победителю 1 минуту 20 секунд.

### 2-й этап
В командной разделке победил американский коллектив Garmin-Cervelo, а Тур Хусховд надел жёлтую майку. Вторыми стали Sky, третьими BMC. Казахстанская Астана показала 9-е время. «Катюша» оказалась 18-й.

### 3-й этап
3-й этап в финишном спринте выиграл американец Тайлер Фаррар из Garmin-Cervélo, для него это стал первый успех на Тур де Франс в карьере.

### 4-й этап
В напряженной финишной борьбе 4-го этапа Кэдел Эванс считанные сантиметры выиграл у Альберто Контадора. 3-м стал Александр Винокуров. Лидерство в общем зачете сохранил Тур Хусховд, Эванс в секунде позади.

### 5-й этап
Этап характеризовался многочисленными завалами. Падали многие известные гонщики. Сошёл капитан Team RadioShack Янец Брайкович, серьёзно упал Том Бонен, отстал на 13 минут на этапе, продолжил гонку, но впоследствии на 7-м этапе был вынужден сойти. Свою 16-ю победу на Турах одержал Марк Кавендиш

### 6-й этап
Самый длинный этап выиграл Эдвалл Буассон-Хаген (Sky Procycling). Вторым стал Мэтью Госс из Team HTC-High Road, третьим обладатель жёлтой майки Тур Хусховд (Garmin-Cervélo). Ситуация в генеральной классификации не изменилась.

### 7-й этап
На этапе случился серьёзный завал, в котором участвовало много гонщиков. Сошёл победитель Критериум ду Дофине Брэдли Виггинс. А победу снова праздновал спринтер с острова Мэн Марк Кавендиш с помощью «поезда» HTC. Денис Галимзянов — 6-й.

### 8-й этап
На этапе образовался отрыв из 9 человек, в котором участвовал россиянин Александр Колобнев, который был третьим на промежуточном финише и выиграл горный финиш 4-й категории, за которую дается 1 очко. На горе 2-й категории произошли перестроения. Образовалась лидирующая группа и группа преследователей, в которой был Александр Винокуров с товарищем по команде Паоло Тиралонго. Затем единоличным лидером стал португалец Руй Кошта (Movistar Team), а Винокуров — его преследователем. За километр до финишной черты оживилась основная группа, стали атаковать Жильбер, Контадор, Эванс, но Кошта сумел удержаться на первой позиции до финишной черты, вторым стал Жильбер, третьим — Эванс. Существенных изменений в генеральной классификации не произошло.

### 9-й этап
Был образован отрыв из 5 человек: испанцы Луис Леон Санчес из Рабобанка и Хуан Антонио Флеча, защищающий цвета Sky Procycling; французы Санди Казар (капитан FDJ) и Томас Вёклер (капитан Team Europcar) и голландец Джонни Хогерланд (Vacansoleil-DCM).
На этапе не прекратились завалы и сходы лидеров. Снова упал Контадор, но благодаря грегари вернулся в пелотон. Другим повезло меньше: прекратили борьбу капитаны своих команд Александр Винокуров (Astana, сломал бедро) и Юрген ван ден Брук (Omega Pharma-Lotto, перелом запястья и лопатки) из-за серьёзного падения на узком крутом повороте. Также сошли чемпион России Павел Брутт (Team Katusha), Дэвид Забриски (Garmin-Cervélo, перелом запястья) и Фредерик Виллемс (Omega Pharma-Lotto).
За 37 км до финиша Флэчу сбила телевизионная машина, который задел Хогерланда, в результате чего тот вылетел на забор с колючей проволокой, получив значительные ушибы и порезы. Оба смогли продолжить гонку и финишировали через 16 минут после победителя этапа.
Во второй раз подряд отрыв доехал до финиша. К концу этапа в нём остались Луис Леон Санчес, Санди Казар и Томас Вёклер, которые разыграли победу. На финише сильнее оказался Санчес, вторым финишировал Вёклер, благодаря чему надел жёлтую майку. Четвёртое место разыграла основная группа, оно досталось Филиппу Жильберу.

### 10-й этап
В спринтерской развязке этап выиграл в дебютном для себя Туре Андре Грайпель. Полвелосипеда проиграл ему Марк Кавендиш. Третьим стал Хосе Хоакин Рохас. Филипп Жильбер делал попытку уехать в позднем отрыве, но не выстоял в подъёме и его настигла основная группа.

### 11-й этап
Спринтерский финиш выиграл Марк Кавендиш, тем самым взяв зеленую майку, вторым стал победитель предыдущего этапа Андре Грайпель, 3-й — спринтер Garmin-Cervelo Тайлер Фаррар. Высокое четвёртое место занял россиянин Денис Галимзянов.

### 12-й этап
На первом горном этапе Тура выиграл олимпийский чемпион Самуэль Санчес, став горным королём на финише в гору высшей категории. Вторым стал бельгиец Йелль Ванэндерт из Omega Pharma-Lotto, третьим атаковавший из группы преследователей Франк Шлек. Томас Вёклер финишировал недалеко от лидера и смог сохранить жёлтую майку в день взятия Бастилии. Лучший из россиян Юрий Трофимов финишировал 16-м с отставанием в 1 минуту и 56 секунд, а Денис Галимзянов не попал в лимит времени, также принял решение сойти капитан Vacansoleil-DCM Ромен Фейю.

### 13-й этап
В раннем отрыве поучаствовал молодой россиянин Егор Силин. В начале этапа приняли решение сойти ещё один из лидеров Team RadioShack Андреас Клёден, Ларс Бом и россиянин Владимир Исайчев. Образовался многочисленный отрыв, в который отобрались многие известные гонщики, в числе которых Алессандро Петакки, Тур Хусховд, Эдвалл Боссон-Хаген, также представитель Катюши Владимир Гусев и Астаны — Дмитрий Фофонов.
На подъёме высшей категории Обиск произошли перестроения, в отрыв в одиночку уехал Жереми Руа (FDJ), став первым на горном финише и вместе с тем горным королём, за ним с просветами гору покорили Давид Монкутье и Тур Хусховд. На оставшемся отрезке Хусховд обошёл сначала Монкутье, потом Руа и впервые в карьере выиграл горный этап. Монкутье контратаковал и финишировал вторым, Руа третий. Гусев делал попытки оторваться от основной группы, шёл на 4-й позиции, но в итоге финишировал 7-м.
Жёлтая майка осталось у Вёклера.

### 14-й этап
Гонщики преодолели 168,5 км с несколькими подъёмами различных категорий (включая Коль д’Анье) и финиш в знаменитую гору Плато-де-Бейль — подъём длиной 15,8 км со средним градиентом 7,9 %. На нём в одиночный отрыв уехал Санди Казар, и за ним группа преследователей, где были основные фавориты как и этапа, так и всего Тура, включая Ивана Бассо, Альберто Контадора, братьев Шлек и Кэдела Эванса,Дамьяно Кунего и обладатель жёлтой майки Томас Вёклер, за 6 км до финишной черты преследователи обошли Казара. В отрыв уехал бельгиец Йелль Ванэндерт из Omega Pharma-Lotto, затем из группы преследователей атаковал Самуэль Санчес — победитель первого пиренейского этапа 14 июля. Ванэндерт стал победителем этапа, Санчес вторым, Анди Шлек выиграл борьбу за третье место. Томас Вёклер неожиданно сохраняет жёлтую майку.

### 15-й этап
В отрыв снова делегировала своего гонщика «Катюша», на этот раз им был чемпион России в индивидуальной гонке Михаил Игнатьев. Пелотон контролировал ситуацию, не отпускал отрыв далеко. За 22 км до финиша атаковал Игнатьев, на атаку смог среагировать только голландец Ники Терпстра из Quick Step, который получил приз самому агрессивному гонщику. Когда за 5 км до финиша пелотон настиг основную группу Терпстра, который проводил менее активные смены попытался уехать, в то время, как основная группа прошла Игнатьева. Делали попытки атаковать Филипп Жильбер и Антони Ру, но победителя этапа определил финишный спринт, в котором в 4-й раз на этом Туре оказался сильнее Марк Кавендиш, тем самым укрепив свои позиции в очковом зачете. Вторым стал Тайлер Фаррар, контратаковавший на последних метрах, третьим спринтер Lampre-ISD Алессандро Петакки.

### 16-й этап
На первой половине дистанции было множество попыток отрыва, но только в середине этапа одна из них увенчалась успехом, в отрыв отобрались Андрей Гривко и Михаил Игнатьев. Беглецы быстро набрали преимущество в 6 минут. Игнатьев сделал попытку разорвать группу. Затем впереди оказался канадец Райдер Хешедаль (Garmin-Cervélo). В единственной горе 2-й категории активизировались генеральщики в пелотоне, атаковал Контадор. К Хешедалю переложились Тур Хусховд и Эдвалл Боссон-Хаген. Эта тройка и разыграла победу, которая досталась Хусховду. Михаил Игнатьев стал пятым и получил приз самому агрессивному гонщику.

### 17-й этап
В последней горе этапа снова атаковал молодой норвежец Эдвалл Боссон-Хаген, уехал в отрыв и праздновал победу в Пинероло. 2-й Бауке Моллема, 3-й Санди Казар. В десятке сильнейших 2 казахстанца Дмитрий Муравьев и Дмитрий Фофонов, которые ехали в отрыве бо́льшую часть гонки. Вёклер потерял время относительно преследователей, но продолжает носить жёлтую майку.

## Лидеры классификаций
| Этап | Победитель           | Генеральная классификация | Очковая классификация | Горная классификация | Лучший молодой гонщик | Командная классификация | Самый агрессивный гонщик            |
| ---- | -------------------- | ------------------------- | --------------------- | -------------------- | --------------------- | ----------------------- | ----------------------------------- |
| 1    | Филипп Жильбер       | Филипп Жильбер            | Филипп Жильбер        | Филипп Жильбер       | Джерант Томас         | Omega Pharma-Lotto      | Перриг Кеменер                      |
| 2    | Garmin-Cervélo       | Тур Хусховд               | Филипп Жильбер        | Филипп Жильбер       | Джерант Томас         | Garmin-Cervélo          | нет                                 |
| 3    | Тайлер Фаррар        | Тур Хусховд               | Хосе Хоакин Рохас     | Филипп Жильбер       | Джерант Томас         | Garmin-Cervélo          | Микель Делаж                        |
| 4    | Кэдел Эванс          | Тур Хусховд               | Хосе Хоакин Рохас     | Кэдел Эванс          | Джерант Томас         | Garmin-Cervélo          | Жереми Руа                          |
| 5    | Марк Кавендиш        | Тур Хусховд               | Филипп Жильбер        | Кэдел Эванс          | Джерант Томас         | Garmin-Cervélo          | Хосе Иван Гутьеррес                 |
| 6    | Эдвалл Буассон-Хаген | Тур Хусховд               | Филипп Жильбер        | Джонни Хогерланд     | Джерант Томас         | Garmin-Cervélo          | Адриано Малори                      |
| 7    | Марк Кавендиш        | Тур Хусховд               | Хосе Хоакин Рохас     | Джонни Хогерланд     | Роберт Гесинк         | Garmin-Cervélo          | Янник Талабардон                    |
| 8    | Руй Кошта            | Тур Хусховд               | Филипп Жильбер        | Тиджей ван Гардерен  | Роберт Гесинк         | Garmin-Cervélo          | Тиджей ван Гардерен                 |
| 9    | Луис Леон Санчес     | Томас Вёклер              | Филипп Жильбер        | Джонни Хогерланд     | Роберт Гесинк         | Team Europcar           | Джонни Хогерланд Хуан Антонио Флеча |
| 10   | Андре Грайпель       | Томас Вёклер              | Филипп Жильбер        | Джонни Хогерланд     | Роберт Гесинк         | Team Europcar           | Марко Маркато                       |
| 11   | Марк Кавендиш        | Томас Вёклер              | Марк Кавендиш         | Джонни Хогерланд     | Роберт Гесинк         | Team Europcar           | Микель Делаж                        |
| 12   | Самуэль Санчес       | Томас Вёклер              | Марк Кавендиш         | Самуэль Санчес       | Арно Жаннессон        | Leopard Trek            | Джерант Томас                       |
| 13   | Тур Хусховд          | Томас Вёклер              | Марк Кавендиш         | Жереми Руа           | Арно Жаннессон        | Garmin-Cervélo          | Жереми Руа                          |
| 14   | Йелле Ванендерт      | Томас Вёклер              | Марк Кавендиш         | Йелле Ванендерт      | Ригоберто Уран        | Leopard Trek            | Санди Казар                         |
| 15   | Марк Кавендиш        | Томас Вёклер              | Марк Кавендиш         | Йелле Ванендерт      | Ригоберто Уран        | Leopard Trek            | Ники Терпстра                       |
| 16   | Тур Хусховд          | Томас Вёклер              | Марк Кавендиш         | Йелле Ванендерт      | Ригоберто Уран        | Garmin-Cervélo          | Михаил Игнатьев                     |
| 17   | Эдвалл Буассон-Хаген | Томас Вёклер              | Марк Кавендиш         | Йелле Ванендерт      | Ригоберто Уран        | Garmin-Cervélo          | Рубен Перес                         |
| 18   | Анди Шлек            | Томас Вёклер              | Марк Кавендиш         | Йелле Ванендерт      | Рейн Таарамяэ         | Garmin-Cervélo          | Энди Шлек                           |
| 19   | Пьер Роллан          | Анди Шлек                 | Марк Кавендиш         | Самуэль Санчес       | Пьер Роллан           | Garmin-Cervélo          | Альберто Контадор                   |
| 20   | Тони Мартин          | Кэдел Эванс               | Марк Кавендиш         | Самуэль Санчес       | Пьер Роллан           | Garmin-Cervélo          | нет                                 |
| 21   | Марк Кавендиш        | Кэдел Эванс               | Марк Кавендиш         | Самуэль Санчес       | Пьер Роллан           | Garmin-Cervélo          | нет                                 |
| Итог | Итог                 | Кэдел Эванс               | Марк Кавендиш         | Самуэль Санчес       | Пьер Роллан           | Garmin-Cervélo          | Жереми Руа                          |

## Классификации
|    | Гонщик                 | Команда                     | Время    |
| -- | ---------------------- | --------------------------- | -------- |
| 1  | Кэдел Эванс (AUS)      | BMC Racing Team             | 86:12.22 |
| 2  | Анди Шлек (LUX)        | Leopard Trek                | + 1.34   |
| 3  | Фрэнк Шлек (LUX)       | Leopard Trek                | + 2.30   |
| 4  | Томас Вёклер (FRA)     | Team Europcar               | + 3.20   |
| 5  | Самуэль Санчес (ESP)   | Euskaltel-Euskadi           | + 4.55   |
| 6  | Дамиано Кунего (ITA)   | Lampre-ISD                  | + 6.05   |
| 7  | Иван Бассо (ITA)       | Liquigas-Cannondale         | + 7.23   |
| 8  | Том Дэниэлсон (USA)    | Garmin-Cervélo              | + 8.15   |
| 9  | Жан-Кристоф Перо (FRA) | Ag2r-La Mondiale            | + 10.11  |
| 10 | Пьер Роллан (FRA)      | Team Europcar               | + 10.43  |
| 11 | Рейн Таарамяэ (EST)    | Cofidis, le Crédit en Ligne | + 11.29  |
| 12 | Кевин де Верт (BEL)    | Quick Step                  | + 16.29  |

|   | Гонщик                  | Команда            | Очки |
| - | ----------------------- | ------------------ | ---- |
| 1 | Марк Кавендиш (GBR)     | Team HTC-High Road | 334  |
| 2 | Хосе Хоакин Рохас (ESP) | Movistar Team      | 272  |
| 3 | Филипп Жильбер (BEL)    | Omega Pharma-Lotto | 236  |
| 4 | Кэдел Эванс (AUS)       | BMC Racing Team    | 208  |
| 5 | Тур Хусховд (NOR)       | Garmin-Cervélo     | 195  |

|   | Гонщик                | Команда            | Очки |
| - | --------------------- | ------------------ | ---- |
| 1 | Самуэль Санчес (ESP)  | Euskaltel-Euskadi  | 108  |
| 2 | Анди Шлек (LUX)       | Leopard Trek       | 98   |
| 3 | Йелле Ванендерт (BEL) | Omega Pharma-Lotto | 74   |
| 4 | Кэдел Эванс (AUS)     | BMC Racing Team    | 58   |
| 5 | Франк Шлек (LUX)      | Leopard Trek       | 56   |

|   | Гонщик               | Команда                     | Время    |
| - | -------------------- | --------------------------- | -------- |
| 1 | Пьер Роллан (FRA)    | Team Europcar               | 86:23.05 |
| 2 | Рейн Таарамяэ (EST)  | Cofidis, le Crédit en Ligne | + 0.46   |
| 3 | Жером Коппель (FRA)  | Saur-Sojasun                | + 7.53   |
| 4 | Арно Жаннессон (FRA) | FDJ                         | + 10.37  |
| 5 | Роб Рёйг (NED)       | Vacansoleil-DCM             | + 22.21  |

|   | Команда           | Время     |
| - | ----------------- | --------- |
| 1 | Garmin-Cervélo    | 258:18.49 |
| 2 | Leopard Trek      | + 11.04   |
| 3 | Ag2r–La Mondiale  | + 11.20   |
| 4 | Team Europcar     | + 41:53   |
| 5 | Euskaltel-Euskadi | + 52.00   |